# Torneo Godó 2001 - Qualificazioni singolare
Le qualificazioni del singolare  del Torneo Godó 2001 sono state un torneo di tennis preliminare per accedere alla fase finale della manifestazione. I vincitori dell'ultimo turno sono entrati di diritto nel tabellone principale. In caso di ritiro di uno o più giocatori aventi diritto a questi sono subentrati i lucky loser, ossia i giocatori che hanno perso nell'ultimo turno ma che avevano una classifica più alta rispetto agli altri partecipanti che avevano comunque perso nel turno finale.
Le qualificazioni del torneo Torneo Godó  2001 prevedevano 28 partecipanti di cui 7 sono entrati nel tabellone principale.

## Teste di serie
1. Guillermo Cañas (Qualificato)
2. Nikolaj Davydenko (ultimo turno)
3. Christian Vinck (ultimo turno)
4. Jacobo Diaz-Ruiz (primo turno)
5. Goran Ivanišević (Qualificato)
6. Michaël Llodra (ultimo turno)
7. Jeff Tarango (primo turno)

1. Marcelo Charpentier (primo turno)
2. Federico Luzzi (primo turno)
3. Albert Montañés (Qualificato)
4. Emilio Benfele Álvarez (ultimo turno)
5. Marc López (primo turno)
6. Juan-Albert Viloca-Puig (primo turno)
7. Adrian Voinea (Qualificato)

## Qualificati
1. Guillermo Cañas
2. Adrian Voinea
3. Federico Luzzi
4. Albert Montañés

1. Goran Ivanišević
2. Marcelo Charpentier
3. Oliver Gross

## Tabellone

### Legenda
| - Q = Qualificato - WC = Wild card - LL = Lucky loser | - ALT = Alternate - SE = Special Exempt - PR = Protected Ranking | - w/o = Walkover - r = Ritirato - d = Squalificato |

### Sezione 1
|  | Primo turno | Primo turno                | Primo turno                | Primo turno | Primo turno |  |  | Ultimo turno | Ultimo turno     | Ultimo turno     | Ultimo turno | Ultimo turno |  |
|  |             |                            |                            |             |             |  |  |              |                  |                  |              |              |  |
|  | 1           | Guillermo Cañas            | Guillermo Cañas            | 6           | 6           |  |  |              |                  |                  |              |              |  |
|  |             | Salvador Navarro-Gutierrez | Salvador Navarro-Gutierrez | 2           | 3           |  |  | 1            | Guillermo Cañas  | Guillermo Cañas  | 6            | 6            |  |
|  |             | Michael Kohlmann           | Michael Kohlmann           | 7           | 6           |  |  |              | Michael Kohlmann | Michael Kohlmann | 1            | 3            |  |
|  | 13          | Juan-Albert Viloca-Puig    | Juan-Albert Viloca-Puig    | 68          | 2           |  |  |              |                  |                  |              |              |  |

### Sezione 2
|  | Primo turno | Primo turno         | Primo turno   | Primo turno | Primo turno |  |  | Ultimo turno | Ultimo turno      | Ultimo turno      | Ultimo turno | Ultimo turno |  |
|  |             |                     |               |             |             |  |  |              |                   |                   |              |              |  |
|  | 2           | Nikolaj Davydenko   | 6             | 2           | 6           |  |  |              |                   |                   |              |              |  |
|  |             | Marc-Kevin Goellner | 3             | 6           | 3           |  |  | 2            | Nikolaj Davydenko | Nikolaj Davydenko | 3            | 62           |  |
|  | 14          | Adrian Voinea       | Adrian Voinea | 6           | 6           |  |  | 14           | Adrian Voinea     | Adrian Voinea     | 6            | 7            |  |
|  |             | Axel Pretzsch       | Axel Pretzsch | 1           | 2           |  |  |              |                   |                   |              |              |  |

### Sezione 3
|  | Primo turno | Primo turno     | Primo turno     | Primo turno | Primo turno |  |  | Ultimo turno | Ultimo turno    | Ultimo turno | Ultimo turno | Ultimo turno |  |
|  |             |                 |                 |             |             |  |  |              |                 |              |              |              |  |
|  | 3           | Christian Vinck | Christian Vinck | 7           | 6           |  |  |              |                 |              |              |              |  |
|  |             | Francisco Costa | Francisco Costa | 5           | 2           |  |  | 3            | Christian Vinck | 6            | 3            | 4            |  |
|  |             | Federico Luzzi  | 6               | 3           | 6           |  |  |              | Federico Luzzi  | 2            | 6            | 6            |  |
|  | 9           | Tomáš Zíb       | 3               | 6           | 1           |  |  |              |                 |              |              |              |  |

### Sezione 4
|  | Primo turno | Primo turno      | Primo turno      | Primo turno | Primo turno |  |  | Ultimo turno | Ultimo turno    | Ultimo turno    | Ultimo turno | Ultimo turno |  |
|  |             |                  |                  |             |             |  |  |              |                 |                 |              |              |  |
|  |             | Stéphane Huet    | 6                | 4           | 7           |  |  |              |                 |                 |              |              |  |
|  | 4           | Jacobo Diaz-Ruiz | 4                | 6           | 68          |  |  |              | Stéphane Huet   | Stéphane Huet   | 1            | 4            |  |
|  | 10          | Albert Montañés  | Albert Montañés  | 6           | 7           |  |  | 10           | Albert Montañés | Albert Montañés | 6            | 6            |  |
|  |             | Filippo Volandri | Filippo Volandri | 4           | 5           |  |  |              |                 |                 |              |              |  |

### Sezione 5
|  | Primo turno | Primo turno         | Primo turno         | Primo turno | Primo turno |  |  | Ultimo turno | Ultimo turno     | Ultimo turno     | Ultimo turno | Ultimo turno |  |
|  |             |                     |                     |             |             |  |  |              |                  |                  |              |              |  |
|  | 5           | Goran Ivanišević    | Goran Ivanišević    | 7           | 6           |  |  |              |                  |                  |              |              |  |
|  |             | Petr Kralert        | Petr Kralert        | 5           | 1           |  |  | 5            | Goran Ivanišević | Goran Ivanišević | 6            | 7            |  |
|  |             | Marc López          | Marc López          | 6           | 6           |  |  |              | Marc López       | Marc López       | 4            | 5            |  |
|  | 12          | Oscar Serrano-Gamez | Oscar Serrano-Gamez | 4           | 4           |  |  |              |                  |                  |              |              |  |

### Sezione 6
|  | Primo turno | Primo turno         | Primo turno        | Primo turno | Primo turno |  |  | Ultimo turno | Ultimo turno        | Ultimo turno | Ultimo turno | Ultimo turno |  |
|  |             |                     |                    |             |             |  |  |              |                     |              |              |              |  |
|  | 6           | Michaël Llodra      | Michaël Llodra     | 7           | 6           |  |  |              |                     |              |              |              |  |
|  |             | Jan Frode Andersen  | Jan Frode Andersen | 64          | 2           |  |  | 6            | Michaël Llodra      | 3            | 6            | 3            |  |
|  |             | Marcelo Charpentier | 4                  | 6           | 6           |  |  |              | Marcelo Charpentier | 6            | 4            | 6            |  |
|  | 8           | Juan Antonio Marín  | 6                  | 3           | 3           |  |  |              |                     |              |              |              |  |

### Sezione 7
|  | Primo turno | Primo turno            | Primo turno            | Primo turno | Primo turno |  |  | Ultimo turno | Ultimo turno           | Ultimo turno           | Ultimo turno | Ultimo turno |  |
|  |             |                        |                        |             |             |  |  |              |                        |                        |              |              |  |
|  |             | Oliver Gross           | Oliver Gross           | 6           | 6           |  |  |              |                        |                        |              |              |  |
|  | 7           | Jeff Tarango           | Jeff Tarango           | 1           | 1           |  |  |              | Oliver Gross           | Oliver Gross           | 6            | 7            |  |
|  | 11          | Emilio Benfele Álvarez | Emilio Benfele Álvarez | 6           | 6           |  |  | 11           | Emilio Benfele Álvarez | Emilio Benfele Álvarez | 1            | 64           |  |
|  |             | Stefano Tarallo        | Stefano Tarallo        | 3           | 4           |  |  |              |                        |                        |              |              |  |